# Хопёрский 1-й казачий полк
1-й Хопёрский Её Императорского Высочества Великой Княгини Анастасии Михайловны полк, Кубанского казачьего войска
- Старшинство — 17 июля 1696 г.
- Полковой праздник — 30 августа (12 сентября), общий с войском.

## Формирование полка
Полк сформирован 1 августа 1870 года из 16-го, 17-го и 18-го полков Кубанского казачьего войска.

### 16-й и 17-й полки
16-й и 17-й полки ведут своё начало от Хопёрских казаков, которые, в свою очередь, образовались на Дону из выходцев Тамбовской губернии, служивших городовую службу. 17 июля 1696 года Хопёрские казаки, в числе Донских, ворвались в крепость Азов и тем содействовали её сдаче русским. С этой даты и ведётся старшинство Хопёрского полка.
2 июня 1724 года из Хопёрских казаков, живших, после разорения Булавиным их городков на Дону, возле Новохопёрской крепости, образована Хопёрская казачья команда, преобразованная в 1767 году в полк. 24 апреля 1777 года Хопёрский полк был включён в состав Астраханского казачьего войска.
11 апреля 1786 года полк был выделен из Астраханского войска и включён в число казаков, поселённых на Моздокско-Азовской линии. С этого времени началась их боевая служба на Кавказе.
14 февраля 1845 года полк был разделён на два — 1-й и 2-й Хопёрские полки Кавказского линейного казачьего войска, составлявшие 5-ю (Хопёрскую) бригаду этого войска; 10 марта 1858 года эта бригада была переименована в 6-ю.
19 ноября 1860 года, с преобразованием Черноморского казачьего войска в Кубанское, в состав последнего была включена 6-я бригада Кавказского линейного войска и 4 марта 1861 года 1-й и 2-й Хопёрские полки были переименованы в 21-й и 22-й полки Кубанского войска, однако эти номера полки носили недолго: 13 мая они были названы 23-й и 16-й полки Кубанского войска и 19 октября того же года — 16-й и 17-й полки Кубанского войска, составляя его 4-ю бригаду.

### 18-й полк
21 мая 1855 года был сформирован Кавказский пеший казачий № 3-го батальон. 8 апреля 1857 года этот батальон был преобразован в конный полк и получил название 3-й Лабинский полк Кавказского линейного казачьего войска. Через год, 20 марта, полк назван 1-й Урупский казачий полк.
После образования Кубанского войска, полк 4 марта 1861 года был наименован 15-м полком Кубанского войска, но в том же году ещё дважды сменил свой номер: 13 мая получил № 20 и 19 октября — № 18.

### Хопёрский полк

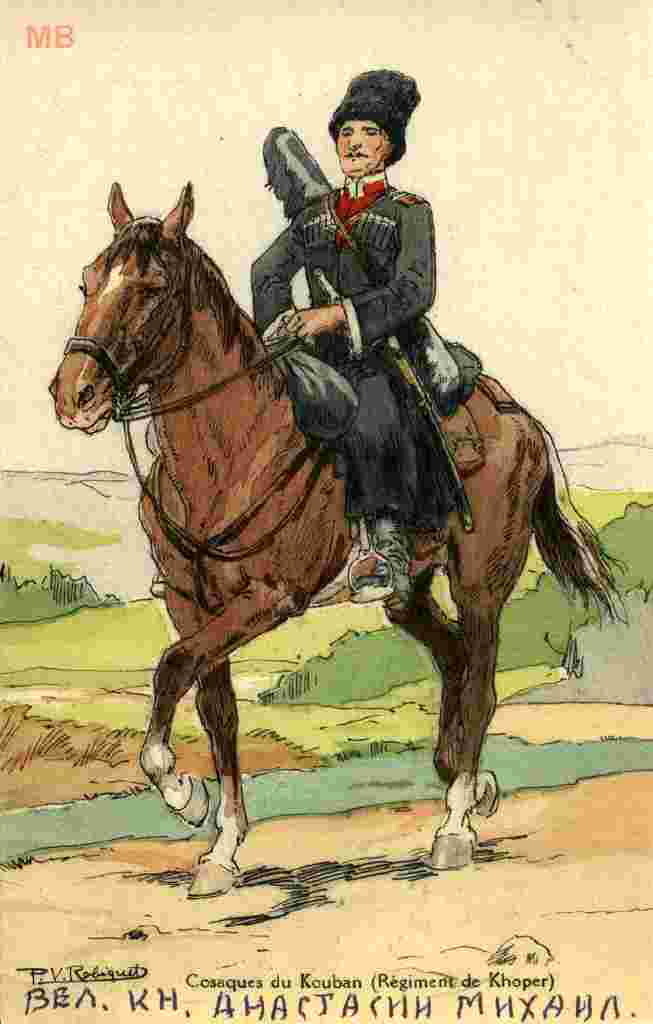
Униформа 1914

1 августа 1870 года 16-й, 17-й и 18-й полки были сведены в один полк, названный Хопёрским. 12 января 1879 года великая княгиня Анастасия Михайловна была назначена шефом полка. 24 мая 1894 года полк назван 1-й Хопёрский Её Императорского Высочества Великой Княгини Ананстасии Михайловны полк Кубанского казачьего войска.
Участие в боевых действиях
Полк - активный участник Первой мировой войны. Отличился 24 ноября 1914 г.

## Знаки отличия полка
- Полковое Георгиевское знамя с надписью «За отличие в Турецкую войну и в делах, бывших против горцев в 1828 и 1829 годах и при покорении Западного Кавказа в 1864 году» и «1696—1896» с юбилейной Александровской лентой, пожалованное 8 сентября 1896 г.
- Серебряные Георгиевские трубы, пожалованные 6 января 1879 г.:
- Восемь — с надписью «За переход с боем через Кавказский хребет в 1877 году» в 1-й, 2-й, 3-й и 6-й сотнях полка.
- Четыре — с надписью «За отличие при подавлении восстания в Дагестане в 1877 году», в 4-й и 5-й сотнях.
- Знаки отличия на головные уборы, пожалованные 30 августа 1856 г.:
  - с надписью «За отличие в 1854 году» в 1-й полусотне 1-й сотни;
  - с надписью «За отличие в 1855 году» во 2-й полусотне 1-й сотни.

## Командиры полка
- xx.xx.1861 — 30.08.1870 — полковник Кравцов, Иван Семёнович (?)
- 24.03.1871 — 06.10.1876 — полковник Крюков, Прокофий Ильич
- 06.10.1876 — 30.01.1881 — подполковник князь Челокаев, Бедзина Отарович
- 30.01.1881 — 05.08.1887 — полковник принц Ольденбургский, Константин Петрович
- 05.08.1887 — 28.09.1894 — полковник Пышкин, Пётр Иванович
- 15.08.1894 — 06.11.1894 — войсковой старшина Грамотин, Александр Алексеевич
- 22.09.1894 — 27.10.1899 — полковник Шведов, Константин Максимович
- 04.12.1899 — 20.11.1904 — полковник Логвинов, Александр Петрович
- 20.11.1904 — 20.05.1906 — полковник Щербина, Григорий Яковлевич
- 20.05.1906 — 12.02.1907 — полковник Рубан, Павел Степанович
- 12.02.1907 — 23.07.1910 — полковник Фидаров, Афако Пациевич
- 28.07.1910 — 28.04.1911 — полковник Драгомиров, Михаил Михайлович
- 28.04.1911 — 06.06.1914 — полковник Голощапов, Василий Иванович
- 02.07.1914 — 04.06.1915 — полковник Потто, Александр Васильевич
- 04.09.1915 — 24.01.1917 — полковник Успенский, Николай Митрофанович
- 20.03.1917 — хх.хх.хххх— полковник Петин, Владимир Георгиевич

## В полку служили
- Малюков, Григорий Фёдорович